# 1981년 토론토 국제 영화제
제6회 토론토 국제 영화제는 1981년 9월 15일에 열린 시상식이다. 1981년 9월 10일부터 9월 19일까지 캐나다 온타리오주 토론토에서 열렸다. 이 영화제에서는 20개 이상의 국가에서 온 영화를 상영했다. 개막작으로는 캐나다 영화 티켓 투 헤븐이 선정됐다. 또 다른 캐나다 영화인 스레숄드(Threshold)가 폐막작으로 선정되었다. 피플스 초이스 어워드(People's Choice Award)는 휴 허드슨(Hugh Hudson)이 감독한 불의 전차(Chariots of Fire)에 수여되었다. 이 영화는 나중에 최우수 작품상으로 오스카상을 수상했다.
포르노 산업에 관한 캐나다 다큐멘터리 "Not a Love Story"도 이 영화제에서 소개되었다. 처음에는 온타리오 검열위원회에 의해 금지되었지만 나중에는 영화제 기간 동안 단일 영화 상영을 허용했다. 이 결정을 둘러싼 모든 언론의 관심이 높아지면서 이 영화에 대한 대중의 관심도 높아졌다. 그러나 검열위원회는 이 영화의 2차 상영을 거부했다.

## 수상 및 후보

### 관객상
- 불의 전차 - 휴 허드슨 수상